# Радіонікс
Радіонікс — науково-виробниче підприємство оборонно-промислового комплексу України, яке займається розробкою, виготовленням, модернізацією, технічним обслуговуванням і ремонтом бортових радіолокаційних систем і оптико-електронного обладнання.

## Діяльність
Підприємство виконує модернізацію оптико-електронних прицільних систем і БРЛС Н001 (для винищувачів Су-27) і Н019 (для винищувачів МіГ-29).
Підприємство брало учать в програмі модернізації штурмовиків Су-25 до рівня Су-25М1.
В 2013 році підприємство представило бортовий комплекс індивідуальної радіоелектронного захисту «Омут» для винищувачів МіГ-29 і Су-27. Комплекс може бути виготовленим в декількох різноманітних варіантах і призначений для придушення радіолокаційних систем зенітних ракетних комплексів, винищувачів, а також активних і напівактивних голівок самонаведення ракет.

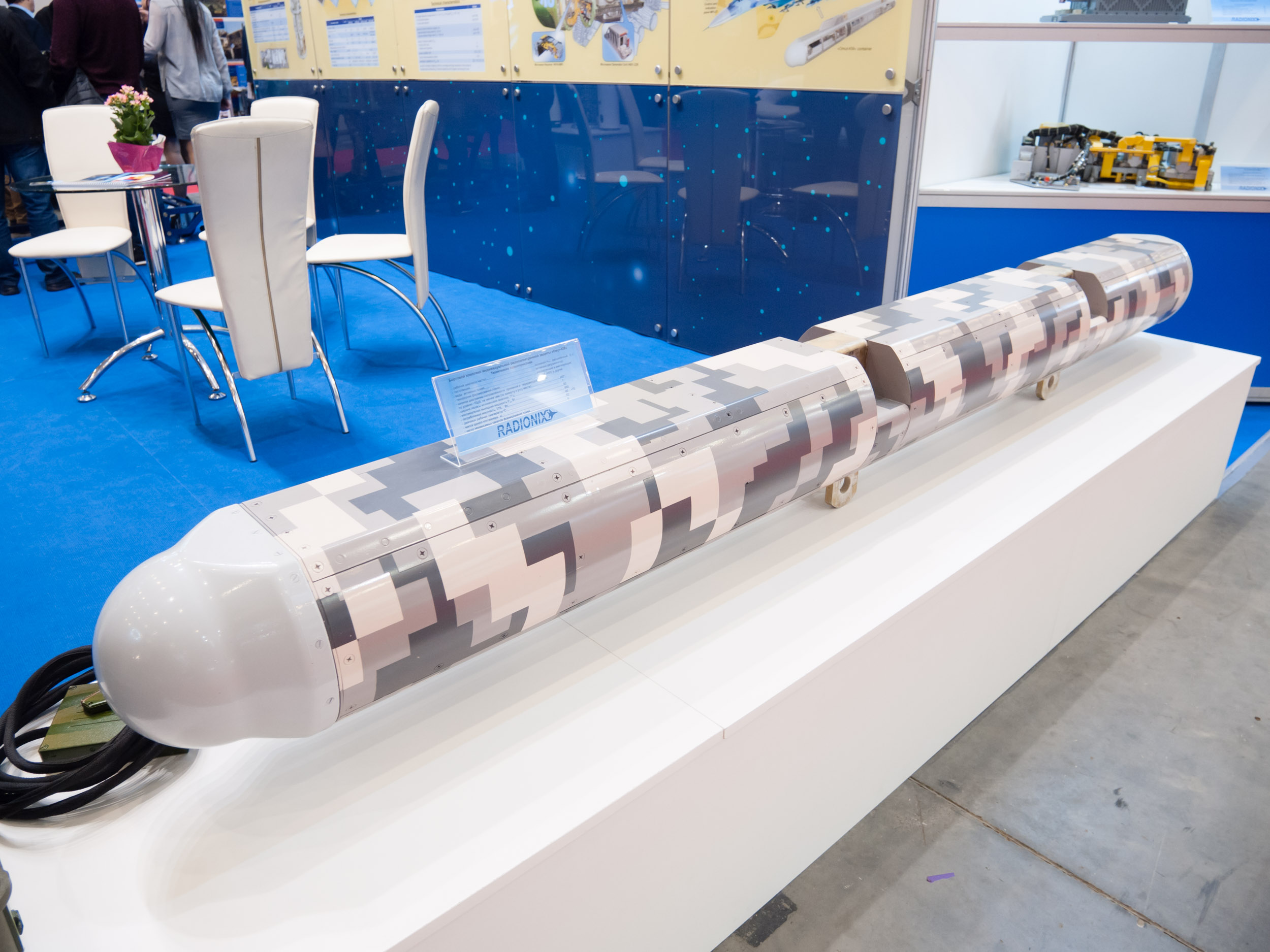
Комплекс РЕБ «Омут-КМ» для Су-24, 2018 р.

В листопаді 2014 року підприємство «Радіонікс» виготовило перший дослідний зразок системи радіоелектронного захисту «Омут-КМ», призначений для захисту літаків Су-24 від зенітних ракет шляхом постановки перешкод.
В жовтні 2015 року було оголошено, що українське підприємство ТОВ «Радіонікс» і ДП «Машинобудівна фірма „Артем“» почали спільно розробляти на основі авіаційної ракети Р-27 нову зенітну ракету АР(ЗР)-260Т зі збільшеною до 55 км дальністю (за рахунок оснащення ракети стартовим прискорювачем) і новою системою наведення на ціль.
Спільно з державним конструкторським бюро «Луч» створена глибока модифікація С-125 — С-125М «Печора».

### 2018 рік

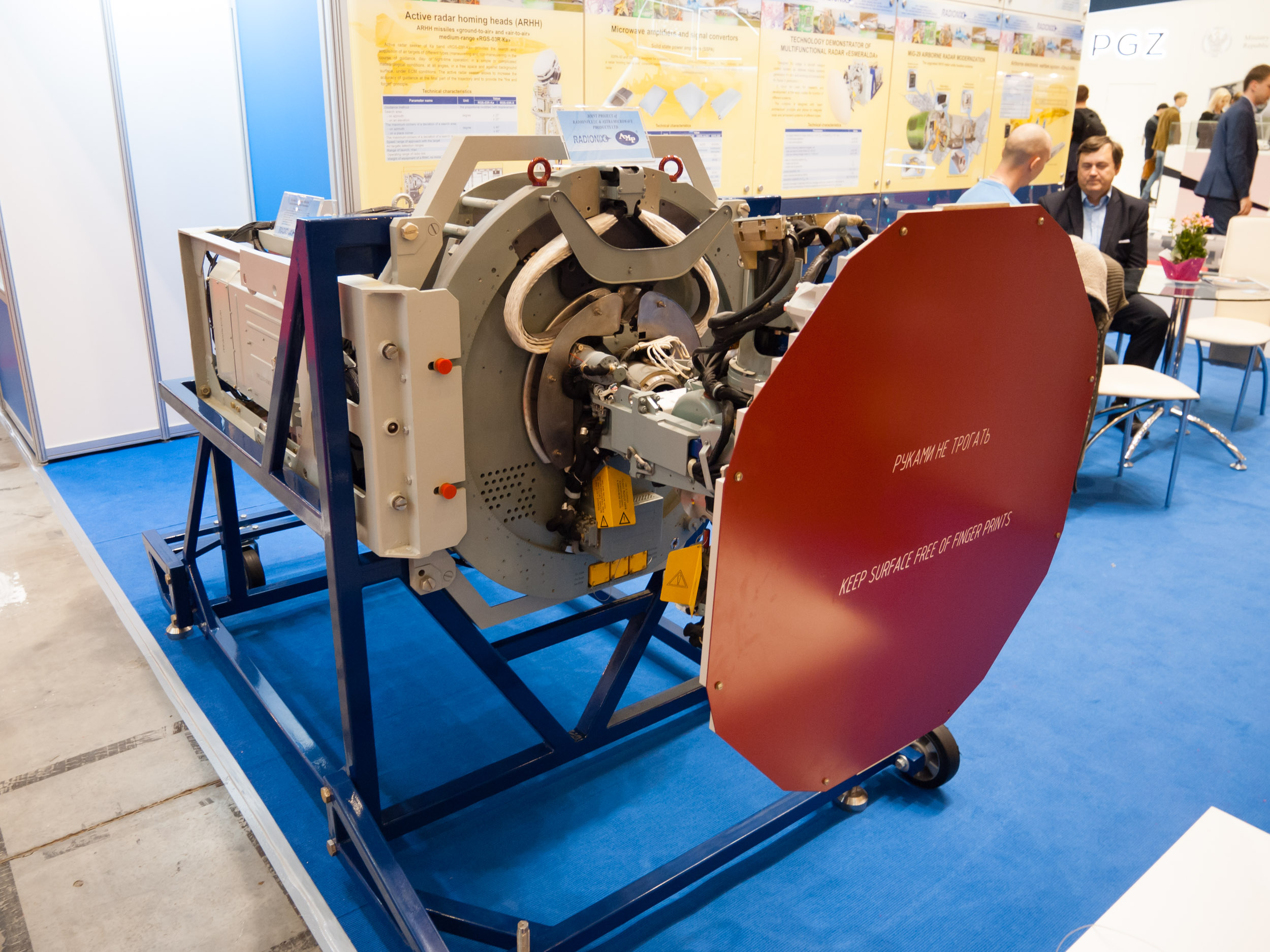
Радар «Есмеральда», 2018 р.

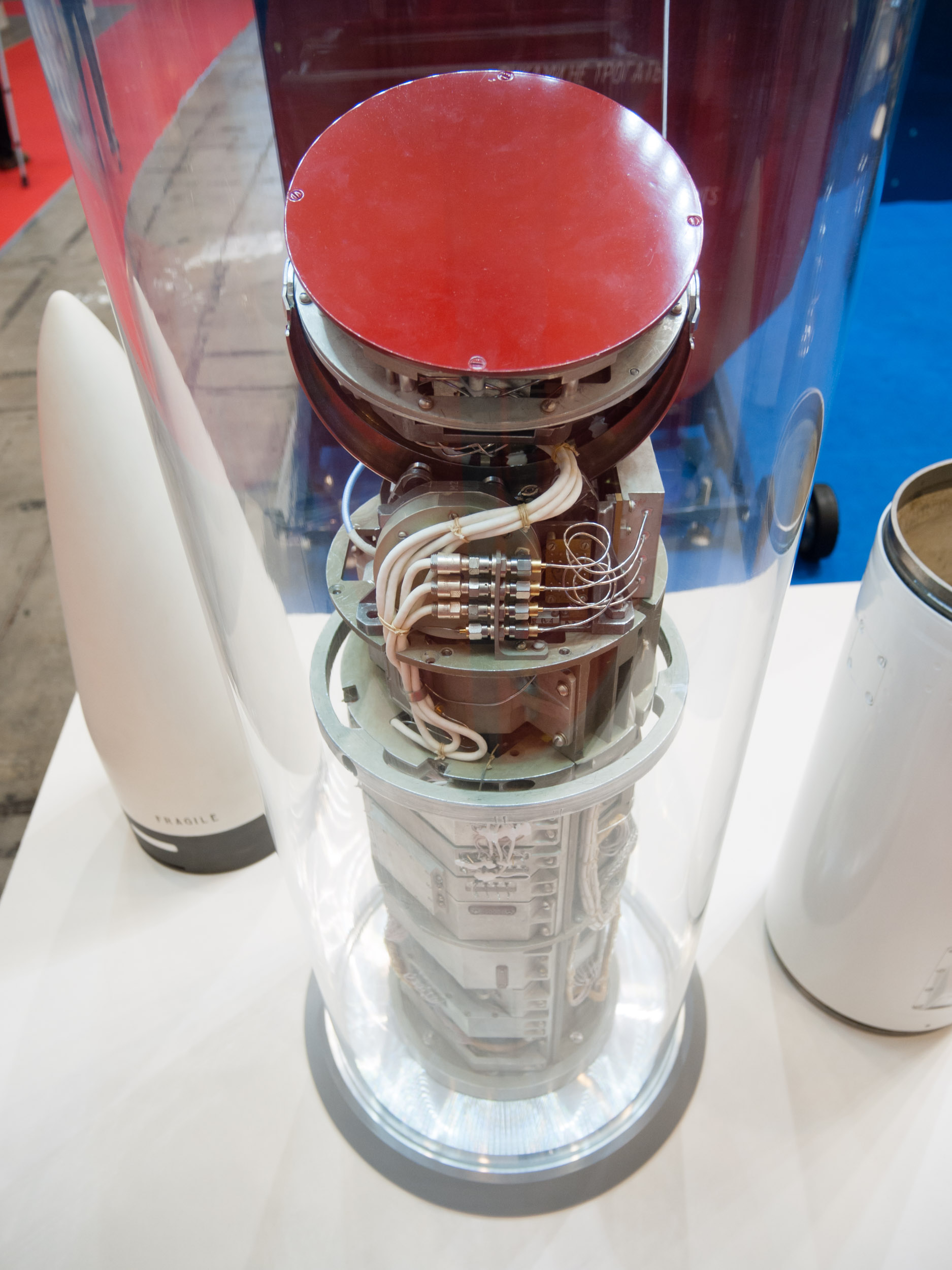
Активна радіолокаційна головка самонаведення «Онікс», 2018 р.

НВП «Радіоникс» на «Зброя та Безпека 2018» представило нові активні головки самонаведення для ракет, підвісну систему РЕБ для Су-24 та багатофункціональний радар «Есмеральда».
Багатофункціональна радіолокаційна система управління озброєнням «Есмеральда» призначена для застосування у зенітно-ракетних комплексах середньої дальності та винищувальній авіації, зокрема може бути встановлена на винищувачах Су-27 та МіГ-29. Її особливістю є використання кодованих фазоманіпульсованих сигналів, збільшена дальність виявлення й супроводу цілей (90-160 км для повітряних цілей та 40-150 км для наземних/морських), а також можливість роботи з новими ракетами, що мають активні радіолокаційні головки самонаведення (АРГСН).
Також була представлена нова активна радіолокаційна головка самонаведення для ракет «повітря-повітря» та «земля-повітря» середньої дальності «Онікс» — Ka-смуги (дальність пуску ракети — 60-80 км, дальність виявлення та захоплення цілі — 5-15 км) й АРГСН X-діапазону (дальність виявлення і захоплення цілі до 20 км). Вони можуть бути використані у ракетах Р-27 (як старого покоління, так і модернізованих) та нових ракетах «повітря-повітря» калібру 200 мм.
Крім того, компанія розробляє голівку самонаведення і для протикорабельної крилатої ракети «Нептун». Проте, даний зразок не був представлений на виставці, оскільки розробка тримається в секреті.
Була представлена модифікація «Омут-КМ» розроблена для оснащення надзвукових фронтових бомбардувальників Су-24 роботи над якою тривають з 2014 року. У 2018 році новий комплекс РЕБ направлений на випробовування у ЗСУ.